# Édouard Aubert
Pour les articles homonymes, voir Aubert.
Édouard Aubert (né à Paris 5e le 19 août 1814 et mort à Paris 8e le 19 décembre 1888) est un archéologue français, membre de la Société nationale des antiquaires de France à partir de 1867. Son ouvrage la Vallée d'Aoste publié en 1860 à Paris lui vaut de devenir membre de l'Académie Saint-Anselme et d'avoir une rue à son nom dans la ville d'Aoste.

## Biographie
Antoine Édouard, fils de Théodore et de Marguerite Alisse, nait à Paris le 19 août 1814. Après ses études, il s'oriente vers une carrière d'« antiquaire » selon le terme de l'époque et devient un archéologue expert en orfèvrerie religieuse. Il a également des dons de paysagiste et de dessinateur. Il effectue son premier voyage dans la Vallée d'Aoste à l'invitation de son beau-frère le médecin neurologue valdôtain Laurent Cerise qui s'était fait un nom dans la communauté scientifique parisienne et avait épousé en 1846 sa sœur Pauline Aubert (1818-1901).
Édouard Aubert visite Aoste pour la première fois en 1851 et il se lie d'amitié avec deux chanoines de la Collégiale de Saint-Ours, le futur prieur Jean-Antoine Gal et Georges Carrel. Après cette première expérience, il publie un opuscule de 47 pages « Quinze jours à Aoste » en 1852, devenu tout de suite introuvable et qui est réimprimé l’année suivante à Aoste chez Damien Lyboz par le chanoine Georges Carrel. Édouard Aubert se consacre ensuite à des études sur les mosaïques de la cathédrale d'Aoste, la route romaine des Gaules et le diptyque en ivoire d’Honorius conservé dans l'actuel musée du trésor de la cathédrale d'Aoste. Son œuvre majeure liée à la Vallée d’Aoste, parait à Paris en 1860 chez l’éditeur Amyot sous le titre la Vallée d'Aoste. Histoire et description archéologique et pittoresque. C'est un événement culturel pour la région qui allait se faire connaître à l’étranger non plus seulement pour ses montagnes et ses stations thermales, mais aussi pour les nombreux vestiges de son histoire. 
Le travail scientifique d'Aubert est remarquable si l'on considère le faible niveau de la bibliographie valdôtaine disponible à cette époque. Les textes de Jean-Baptiste de Tillier étaient encore sous forme de manuscrits et ceux de l’archéologue Charles Promis et des historiens Joseph-Auguste Duc et Tancrède Tibaldi n’avaient pas encore été écrits. Cependant, grâce à la précieuse collaboration de Gal et de Carrel, Aubert réussit à brosser un précis d’histoire et de géographie de la Vallée et de ses communes, avec des notices sur les bâtiments d’intérêt artistique ou historique. L'ensemble est illustré par trente quatre gravures sur acier et quatre-vingt-dix-sept xylographies, qui font de cet ouvrage un document unique.
En 1867 Édouard Aubert devient membre résidant de la Société nationale des antiquaires de France  puis de 1878 à sa mort membre de Société de l'histoire de Paris et de l'Île-de-France. Il reçoit également l'Ordre de Saint-Grégoire-le-Grand et il est membre de la Société académique de l'ancien duché d'Aoste dite Académie Saint-Anselme. Le succès obtenu par sa publication sur la Vallée d'Aoste lui vaut d’être fait citoyen d’honneur d’Aoste et de donner son nom une dizaine d'années avant sa mort à une partie de la principale rue piétonne de la ville, le long de l'ancien Decumanus maximus de la cité romaine. Édouard Aubert meurt célibataire le 19 décembre 1888, à l'âge de 74 ans chez lui, rue d'Anjou, dans le 8e arrondissement de Paris

## Publications
- La chapelle Saint-Jérôme, aux Invalides, 1841
- Considérations sur la « Divine Épopée » d'Alexandre Soumet, 1841
- Les mosaïques de la cathédrale d'Aoste [Texte imprimé]. Didron,  Paris 1857.
- La vallée d'Aoste par Édouard Aubert. Amyot, Paris 1860
- Reliquaires donnés par saint Louis à l'abbaye de Saint-Maurice d'Agaune. Didier, Paris, 1868
- Trésor de l'abbaye de Saint Maurice d'Agaune [Texte imprimé] : mémoire lu en séance les 13 mai 1868 et 17 février 1869 Morel, Paris, 1870
- Trésor de l'abbaye de Saint-Maurice d'Agaume, décrit et dessiné par Édourd Aubert Vve A. Morel, Paris 1870-72.  Texte et atlas  décrit et dessiné par Édouard Aubert réédité par : Vve. A. Morel Imp Paris, 1872
- Reliure d'un manuscrit dit Évangéliaire de Charlemagne. Extrait du tome XXXV des Mémoires de la Société des antiquaires de France, 1874.
- Les Reliquaires d'Élincourt  Imp. V. Edler, Compiegne, 1875
- Manuscrit de l'abbaye d'Hautvillers, dit Évangéliaire d'Ebon. Lu dans les séances de la Société nationale des Antiquaires de France des 17 décembre 1879 et 17 mars 1880. Impr. de Daupeley-Gouverneur, Nogent-le-Rotrou ,(1880)
- Bas-relief de l'église Saint-Hilaire-de-la-Celle à Poitiers,connu sous le nom de tombeau de Saint-Hilaire ... Paris, 1880
- Architecture carolingienne : Étude sur l'ancien clocher de l'église Saint-Hilaire-le-Grand à Poitiers Paris, [s.n.] , 1882

## Sources
- Abbé Joseph-Marie Henry, Histoire populaire religieuse et civile de la Vallée d'Aoste. Imprimerie Marguerettaz, Aoste (1929) ; réédition en 1967. Article sur « Laurent Cerise  » p. 455.